# Der Junge aus Duala
Der Junge aus Duala. Ein Regierungsschüler erzählt... ist eines von insgesamt zwei veröffentlichten Büchern des kamerunisch-deutsch-französischen Schriftstellers Dualla Misipo. Der Roman handelt von einem Kameruner, der zu Beginn des 20. Jahrhunderts mit etwa zehn Jahren nach Deutschland kommt. Der erwachsene Ich-Erzähler blickt in zahlreichen Rückblenden auf seine Kindheit in der deutschen Kolonie Kamerun zurück, erinnert sich an seine Migration nach Deutschland und beschreibt sein Leben dort. Zentrale Themen sind die deutsche Kolonialgeschichte und der Rassismus in Deutschland vor und nach dem Ersten Weltkrieg. Der Text wurde vermutlich in den 1920er oder 1930er Jahren begonnen, aber erst 1973 erstmals publiziert.

## Entstehungs- und Publikationsgeschichte
Der Junge aus Duala ist an Dualla Misipos Kindheit in Douala und seine Zeit in Deutschland von 1913 bis circa 1930 angelehnt.
Das Buch erschien 1973 als nachgedrucktes Typoskript (ohne Seitennummerierung, mit teils handschriftlichen Korrekturen des Autors) bei Kraus Reprint. Der Verlag datierte das Original auf 1930, Misipo selbst auf 1932. Laut Jürg Schneider, dem Herausgeber der beim Rüdiger Köppe Verlag erschienenen Neuausgabe, können beide Daten „nicht verifiziert und bestätigt werden“. Schneider hält es für „wahrscheinlicher, dass das bei Kraus 1973 […] gedruckte Manuskript nach 1960 fertig gestellt wurde und nicht ausgeschlossen, dass eine gedruckte Version schon früher zirkulierte.“ Grund für die Annahme, dass Misipo die Arbeit an seinem Buch noch nicht um 1930 fertig gestellt haben kann, sind darin enthaltene zeitgeschichtliche Referenzen auf die Apartheid in Südafrika, die Atomenergie, Düsenflugzeuge und das Fernsehen. Schneider geht davon aus, „dass das Manuskript in den 1920er oder 1930er Jahren begonnen, dann aber über die Jahre bis zur Drucklegung 1973 ergänzt und umgeschrieben wurde.“ Eine sorgfältig edierte Neuausgabe mit einem Vorwort, einer Einleitung und nummerierten Seiten liegt erst seit 2022 vor.

## Inhalt

### Handlung
Die Handlung kann in eine Rahmen- (Gegenwart) und Binnenerzählung (Vergangenheit) unterteilt werden. Die neun Kapitel des Buches werden nicht chronologisch erzählt. Vielmehr blickt der erwachsene Ich-Erzähler der Rahmenerzählung immer wieder in seine Kindheit und Jugend zurück. Er bindet dabei auch häufig kürzere politische Analysen ein und stellt zum Beispiel Vergleiche zwischen dem Rassismus in der deutschen Kolonie Kamerun bzw. dem Rassismus im Deutschen Kaiserreich und in der Weimarer Republik und der Apartheid in Südafrika wie auch der Segregation in den USA an.

#### Rahmenerzählung: Der Junge als Erwachsener in Deutschland
Das Buch beginnt mit der Rahmenerzählung. Im Sportforum in Darmstadt wird ein Leichtathletik-Wettkampf (Sprint über 100 Meter) ausgetragen. Nach der Beschreibung der Szenarie aus auktorialer Perspektive gibt sich auf der zweiten Seite der Erzähler als Wettkampfteilnehmer zu erkennen: „Der Schwarze bin ich.“ Der Erzähler und Athlet Ekwe Njembele beschreibt die Geschehnisse ab sofort in der ersten Person. Er stellt beim Wettkampf einen neuen Rekord im 100-Meter-Lauf auf und wird im Anschluss von Dr. Jünger, einem Sportredakteur beim Magazin Kicker, interviewt. Gegenstand des Gesprächs ist nicht nur Njembeles Sieg, sondern auch seine Heimat Kamerun und seine Migration nach Deutschland.
Im Klublokal, wo die Siegesfeier stattfindet, lernt der Ich-Erzähler eine junge weiße Frau, Marianne, kennen. Ihr Vater, der Medizinalrat Dr. Korrach, lädt Njembele, dessen Trainer und auch Dr. Jünger zu sich nach Hause zum Abendessen ein. Als Marianne am Klavier Mozarts Don Giovanni anstimmt, entscheidet sich der Ich-Erzähler spontan dazu, sie mit der Violine zu begleiten. Beim gemeinsamen Musizieren kommen sie sich näher und verlieben sich schließlich ineinander.
Nach den sportlichen und musikalischen Fähigkeiten Njembeles thematisiert das fünfte Kapitel sein Studium und seine Forschungsinteressen. Aus einem Gespräch mit seinem Kommilitonen Kurt Richter geht hervor, dass der Ich-Erzähler ein großer Verehrer von Rudolf Virchow und dessen Zellenpathologie ist.
Wenn sich Marianne (Korrach) und Ekwe (Njembele) gemeinsam in der Öffentlichkeit zeigen, werden sie mit Hass konfrontiert. Marianne wird zu verstehen gegeben, dass sie als weiße Frau keine Beziehung mit einem schwarzen Mann einzugehen habe. Der Erzähler erwähnt in Zusammenhang mit diesen Erfahrungen die rassistische Kampagne der „Schwarzen Schmach am Rhein“ und stellt davon ausgehend Reflexionen über das Wort „Neger“ an, das „in Europa eine Formel, aber kein menschliches Wesen“ bezeichne. Im letzten Kapitel des Buches macht der Erzähler Marianne einen Heiratsantrag, den diese annimmt. Sie wollen mit ihrer Verbindung „herrschende und eingefleischte Vorurteile“ abbauen und „eine gütliche Verständigung der beiden Welten“ herbeiführen.

#### Binnenerzählung: Der Junge in Kamerun und Deutschland
Im Klublokal nach dem Sportwettkampf, beim Abendessen im Haus von Dr. Korrach und während seiner Treffen mit Marianne erzählt Ekwe Njembele wiederholt von seiner Kindheit in der deutschen Kolonie Kamerun und von seiner Ankunft im Deutschen Kaiserreich. In diesen Binnenerzählungen nehmen die Erinnerungen des Ich-Erzählers an den Unterricht in der Regierungsschule in Douala eine zentrale Rolle ein. Die weißen deutschen Lehrer, die die kamerunischen Schüler unterrichten, sprechen die Duala-Sprache nicht. Das führt zu Schwierigkeiten in der Kommunikation, auf die die Lehrer mit physischer Gewalt reagieren. Die Kinder werden regelmäßig geschlagen und schwer misshandelt.
Auch Ausbeutung, Misswirtschaft und Alkoholismus auf Seiten der deutschen Kolonisatoren werden thematisiert. Der Ich-Erzähler schildert Erlebnisse mit seinen Kindheitsfreunden Doo Mandenge und Zacharias Bell sowie die enge Beziehung zu seiner Großmutter. Im Gegensatz zu seinen europäisierten Eltern lebt sie traditionell, kocht ihm kamerunische Gerichte und erzählt ihm Märchen und Sagen der Duala. Das „Kriegsäpfel-Märchen“ (Bepuma ba Bila) und das „Lied der Waganna“ (Korrongo) sind als Binnenerzählungen (zweiten Grades) der Großmutter eingeflochten.
Als Njembele mit etwa zehn Jahren nach Deutschland kommt, wird er von seinen Pflegeeltern, die er „Onkel“ und „Tante“ nennt, liebevoll aufgenommen. Auch schließt er Freundschaft mit Erhard, dem Sohn der Schwester seiner Pflegemutter. Zu seinem Alltag im Dillstädtchen (Herborn) gehören jedoch auch rassistische Angriffe seitens der Dorfjugend. In diese Zeit des Ankommens und Einlebens fällt der Beginn des Ersten Weltkriegs: „Mit Feuer und Gas suchte sich Europa zu vernichten.“

### Figuren
- Ekwe Njembele ist der Ich-Erzähler und angelehnt an die Person des Autors, Dualla Misipo.[16] Er wird als Kind von Kamerun nach Deutschland geschickt, um dort die Schule zu besuchen. In Der Junge aus Duala blickt er als Erwachsener (Rahmenerzählung) häufig in seine Kindheit und Jugend zurück (Binnenerzählungen).
- Marianne wird im ersten Kapitel als eine „junge und elegante Dame“[17] eingeführt. Sie ist Zuschauerin im Sportforum und wird dort auf den schwarzen Sprinter Ekwe Njembele aufmerksam. Die beiden werden ein Liebespaar und verloben sich im letzten Kapitel.
- Dr. Jünger ist Sportredakteur bei der Zeitschrift Kicker. Er interviewt den Erzähler, nachdem dieser einen Rekord im 100-Meter-Lauf aufgestellt hat. Ihn interessiert nicht nur Njembeles Sieg, sondern auch dessen Heimat Kamerun und seine Migration nach Deutschland.[18] Dr. Jünger wird vom Ich-Erzähler geschätzt, da er „aus Afrika keine Karikatur [macht], wie es die meisten Europäer zu machen pflegen.“[19]
- Doo Mandenge und Zacharias Bell sind enge Kindheitsfreunde des Ich-Erzählers. Sie wachsen zusammen in Douala auf und besuchen dort gemeinsam die Regierungsschule. Die drei Freunde werden von ihren Klassenkameraden „die Unzertrennlichen“[20] genannt.
- Der Regierungslehrer unterrichtet die erste Klasse der kaiserlichen Regierungsschule in Douala, die Ekwe, Doo und Zacharias besuchen. Der Lehrer versteht die Duala-Sprache nicht und greift bei Verständigungsproblemen zum Rohrstock.[21] Als „die Unzertrennlichen“ bei ersten Fahrversuchen mit einem Fahrrad ein Rosenbeet des kaiserlichen Postamts verwüsten, misshandelt sie der Lehrer brutal.[22]
- Die Großmutter des Ich-Erzählers wird von diesem als „etwas mürrisch“ und „altmodisch“[23] beschrieben. Er hat ein inniges Verhältnis zu ihr und besucht sie meist an Sonntagen nach dem Gottesdienst.[24] Sie lebt in einer traditionellen Hütte und versorgt ihren Enkel bei seinen Besuchen mit Gerichten, Märchen und Sagen der Duala.[25]
- Lydia ist ein weiteres Enkelkind der Großmutter. Sie ist etwa 19–20 Jahre alt und „sehr hübsch“. Lydia wird von zwei weißen Matrosen vergewaltigt.[26]
- Medizinalrat Dr. Korrach ist der Vater von Marianne. Er ist ein „altes Klubmitglied“[27] im selben Sportverband wie der Ich-Erzähler. Dr. Korrach genießt „in der ganzen Stadt und weit und breit im Umkreis[,] großes Ansehen und einen guten Ruf“.[28]
- Die Medizinalrätin ist die Ehefrau von Dr. Korrach und Mutter von Marianne. Sie fällt durch Aussagen wie jene, dass sie „noch nie irgendetwas Kulturelles von oder über Afrika gehört oder gelesen“[29] habe, auf.
- Kurt Richter ist ein Kommilitone des Ich-Erzählers. Während dieser Rudolf Virchow verehrt, ist Kurt Richters Idol Robert Koch.[30]
- Die deutschen Pflegeeltern des Ich-Erzählers, die dieser „Onkel“ und „Tante“ nennt, werden als „biedere, konservative und angesehene Bürgersleute“ beschrieben. Der Onkel ist „ein derber, gerechter Charakter“ und die Tante „die Liebenswürdigkeit, Herzensgüte und Mutterliebe in Person“.[31]
- Lorchen, der Papagei, kommt als zwei Monate alter Papageienjunge mit dem Ich-Erzähler von Kamerun nach Deutschland. Der Pagagei ist ein Geschenk des Regierungslehrers an Njembeles Pflegevater, der ihm den Namen „Lorchen“ gibt.[32]
- Tante Milly ist die Schwester von Njembeles Pflegemutter. Sie wird als liebenswürdig beschrieben und verblüfft den Ich-Erzähler mit der Herausnahme ihres künstlichen Gebisses. Tante Milly hat drei Kinder: Gertrud, Hilda und Erhard.[33]
- Erhard ist der zehnjährige Sohn Tante Millys. Er ist etwa gleich alt wie der Ich-Erzähler und die beiden schließen Freundschaft.[34]

## Form und Genre

### Form
Der Junge aus Duala ist in neun Kapitel gegliedert, die nicht chronologisch erzählt werden. Das erste Kapitel beginnt mit einer zunächst auktorialen Beschreibung eines Sportwettkampfes. Es werden neben der Stimmung im Stadion einige Zuschauermeinungen zu Athleten wiedergegeben, unter anderem zum „schlanke[n], blonde[n] Junge[n]“ und zum „Schwarze[n]“. Erst auf der zweiten Textseite gibt sich der Ich-Erzähler zu erkennen: „Der Schwarze bin ich.“
Der Titel des ersten Kapitels „Sportforum – erste Begegnung mit Marianne – Abschied von Duala“ verweist bereits auf die beiden Erzählebenen des Textes: Ein Sportforum in Deutschland bildet den ersten Schauplatz. Der erwachsene Ich-Erzähler nimmt an einem Wettkampf teil, bei dem er die junge Frau Marianne kennenlernt. Einem Sportjournalisten, der ihn interviewt, erzählt er, wie er als etwa 10-jähriger Junge nach Deutschland kam und seinen Abschied von Douala nahm. Die Gegenwart des erwachsenen Erzählers im Deutschland der 1920er Jahre bildet die Rahmenerzählung, die immer wieder durch Binnenerzählungen aus seiner Kindheit und Jugend sowohl in Kamerun als auch später in Deutschland unterbrochen wird. In Kapitel III und VII treten auch Binnenerzählungen zweiten Grades auf, wenn der Erzähler Geschichten wie das kamerunische Kriegsäpfelmärchen wiedergibt, die ihm ursprünglich seine Großmutter erzählt hatte.
Eine weitere formale Besonderheit stellen Einschübe dar, die sich wie politische Analysen lesen. Der Herausgeber, Jürg Schneider, beschreibt diese als „etwas hölzern und belehrend“ und „nicht wirklich in den Text eingewoben“. Das zweite Kapitel beginnt beispielsweise mit einer mehrere Seiten umfassenden Reflexion über die Apartheid in Südafrika, die im Gegensatz zu den Passagen davor und danach nicht in der ersten Person verfasst und mit Zitaten eines nicht namentlich genannten Regierungschefs angereichert ist.
Der Junge aus Duala enthält einige Abbildungen. In beiden Ausgaben (1973 und 2022) sind vor dem Haupttext zwei von Misipo gezeichnete Karten von Kamerun abgedruckt – einmal von der deutschen Kolonie und einmal von der Vereinigten Republik Kamerun. Im Buch verteilt finden sich insgesamt 13 Zeichnungen Misipos (alle von ihm signiert), die verschiedene Örtlichkeiten in Deutschland (z. B. Frankfurt am Main) und Kamerun (z. B. das Geburtshaus des Erzählers in Douala), Küchengegenstände aus Douala sowie auch Personen (z. B. den Erzähler, Ekwe Njembele, und Marianne) zeigen. Der Neuauflage des Jungen aus Duala von 2022 sind zusätzlich einige Fotografien vorangestellt. Die meisten zeigen Dualla Misipo als Kind oder als Erwachsenen.

### Genre
Die Forschung ist sich bei der Genrezuordnung des Jungen aus Duala nicht einig. Da die Personennamen im Buch nicht konsequent jenen der realen Personen entsprechen (z. B. lautet der Name des Ich-Erzählers Ekwe Njembele und nicht Dualla Misipo usw.) und der Autor im Manuskript keine klare Angabe zum Genre gemacht hat, ist umstritten, ob von einer Autobiografie oder einem (autobiografischen) Roman auszugehen ist. Während der Herausgeber Jürg Schneider von einer „Mischung aus Autobiographie, Ethnographie und Sachbuch“ spricht und betont, dass „die Grenze zwischen den Genre nicht immer klar ist“, bezeichnen George Joseph, Sara Lennox, Eve Rosenhaft, Albert Gouaffo, Philipp Khabo Koepsell, Sharon Dodua Otoo und Tsitsi Dangarembga Misipos Text als Roman. Anhand von vielen Archivquellen lässt sich nachvollziehen, dass die Lebensdaten der Hauptfigur nicht mit denen Misipos übereinstimmen.

## Stellung in der Literaturgeschichte

### Wegbereiter der deutschsprachigen postkolonialen schwarzen Literatur
Dualla Misipo gilt neben Alexandre Kum'a Ndumbe III. als einer der ersten postkolonialen Schriftsteller Deutschlands. Das macht Misipos Der Jungen aus Duala zu einem der ersten deutschsprachigen postkolonialen Texte. Das von Sharon Dodua Otoo in Kooperation mit den Ruhrfestspielen Recklinghausen organisierte Schwarze Literaturfestival Resonanzen berief sich auf Dualla Misipos Der Junge aus Duala als „ersten Roman“ in der „lange[n], beachtliche[n] Tradition“ der schwarzen deutschsprachigen Belletristik. Der Text spielt immer wieder mit den Erwartungen der Leser. Der Ich-Erzähler kontrastiert seine Vielsprachigkeit und Kultiviertheit mit den nur Dialekt sprechenden Bewohnern Hessens und sieht im Frankfurter Zoo zum ersten Mal einen Löwen und Elefanten.

### Deutschsprachiges Pionierwerk der literarischen Moderne
George Joseph hat den Jungen aus Duala als Vorläufer „der realistischeren und politisch engagierten kamerunischen Romane, die nach 1954 auf Französisch geschrieben wurden“, eingeordnet.
Sara Lennox betrachtet den Jungen aus Duala aufgrund seines komplexen Umgangs mit Zeit als modern. Es handle sich um eine sorgfältig ausgearbeitete, nicht lineare Erzählung, die mit freier Assoziation arbeite und an Virginia Woolf erinnere. Auch die differenzierte Repräsentation von Subjektivität und die Hinwendung zu vorbürgerlichen Traditionen (z. B. kamerunischen Märchen und Sagen) würden Misipo mit modernen Autoren wie William Butler Yeats oder William Faulkner verbinden. Sie betont, dass der Text sich vor allem dadurch auszeichne, dass er europäische moderne Formen und afrikanische Traditionen kombiniere und so neue Möglichkeiten des literarischen Ausdrucks schaffe.
Eve Rosenhaft bezeichnet den Roman als ein Pionierwerk der literarischen Moderne. Er sei kunstvoll aufgebaut und in gewissem Maße auch literarisch.

### Verbindungen zu anderen Texten
Laut Eve Rosenhaft gibt es kein deutsches literarisches Vorbild für den Jungen aus Duala. Die Verbindung von kamerunischen Märchen und Beobachtungen des Ich-Erzählers über das Leben in der Kolonie und in Deutschland zwischen 1890 und 1918 erinnere aber an die 1919 erschienenen Jaunde-Texte von Karl Atangana und Paul Messi. Rosenhaft spekuliert, dass Misipo James Weldon Johnsons The Autobiography of an Ex-Colored Man (1912) und Ousmane Diop Socés Mirages de Paris (1937) gekannt haben könnte.
Noch vor dem Jungen aus Duala erschien Misipos später begonnenes zweites Buch Korrongo: Das Lied der Waganna (1961), das von kamerunischen Barden bzw. Troubadours handelt. Diese Geschichte war bereits im Jungen aus Duala in Form einer eingeschobenen Binnenerzählung angelegt.
Misipos Der Junge aus Duala stellt einen wichtigen Intertext für das autobiografisch inspirierte Buch Métissages contemporains (2001) seines Sohnes, Ekwé Misipo, dar, das biographisch und thematisch an das Werk seines Vaters anschließt.

## Rezeption
Über die Rezeption bei Erscheinen des Romans ist nichts bekannt.
Nach Erscheinen der neuen Ausgabe 2022 beim Rüdiger Köppe Verlag wurde Der Junge aus Duala in die 2023 veröffentlichte Lückenliste des Netzwerks #breiterkanon aufgenommen, die „sich als offene Ergänzung und Infragestellung von Kanones und Leselisten“ versteht. Der Roman war auch eine von vier Leseempfehlungen bei Resonanzen – Schwarzes Internationales Literaturfestival 2024.
Vom 13. bis 15. November 2024 fand am Leibniz-Zentrum für Literatur- und Kulturforschung der erste Workshop zum Roman statt, der von den Literaturwissenschaftlerinnen Gianna Zocco und Sandra Folie organisiert wurde.

### Textausgaben
- Dualla Misipo: Der Junge aus Duala. Ein Regierungsschüler erzählt... Herausgegeben von Jürg Schneider. Rüdiger Köppe Verlag, Köln 2022, ISBN 978-3-89645-182-8.
- Dualla Misipo: Der Junge aus Duala. Ein Regierungsschüler erzählt... / Lilyan Lagneau-Kesteloot: Anthologie de l’Association Nationale des Poètes et Ecrivains Camerounais. Kraus Reprint, Nendeln 1973.

### Sekundärliteratur
- Albert Gouaffo: Wenn das Forschungsobjekt zum Forschungssubjekt wird. Die deutsche Afrikanistik und die koloniale kamerunische Diaspora. In: Michel Espagne, Pascale Rabault-Feuerhahn und David Simo (Hg.): Afrikanische Deutschland-Studien und deutsche Afrikanistik – ein Spiegelbild. Königshausen & Neumann, Würzburg, 2014, S. 93–110.
- Sara Lennox: Postcolonial Writers in Germany: Dualla Misipo and Kum’a Ndumbe III. In: Mont Cameroun. Afrikanische Zeitschrift für interkulturelle Studien zum deutschsprachigen Raum 7, 2010, S. 67–81.
- Eve Rosenhaft: Schwarze Schmach und métissages contemporains: The Politics and Poetics of Mixed Marriage in a Refugee Family. In: Eve Rosenhaft und Robbie Aitken (Hrsg.): Africa in Europe. Studies in Transnational Practice in the Long Twentieth Century. Liverpool University Press, Liverpool, 2013, S. 34–54.